# A Son Unique
A Son Unique é o terceiro e último álbum de estúdio do rapper americano Ol' Dirty Bastard. O álbum seria lançado após a morte de ODB, mas foi arquivado. Ele deveria ser distribuído pela Dame Dash. No entanto, a marca da gravadora foi retirado do rótulo e o lançamento do álbum foi cancelado. Agora, está disponível apenas para download digital.
A Son Unique seria originalmente lançado em 9 de agosto de 2005, mas foi sujeito a inúmeros atrasos. No dia 7 de novembro de 2006, o álbum seria divulgado para comemorar o aniversário da morte de ODB, que ocorreu em 13 de novembro de 2004, mas foi cancelado. No dia do lançamento planejado, A Son Unique foi disponibilizado no iTunes. O lançamento foi eventualmente cancelado pela gravadora de ODB, Roc-A-Fella. O álbum finalmente seria lançado em novembro de 2009 para comemorar o quinto aniversário da morte de ODB, mas acabou sendo cancelado novamente.

## Lista de faixas
| N.º            | Título                                                | Produtor       | Duração |  |
| 1.             | "Lift Ya Skirt (Remix)" (part. Missy Elliott)         | Mark Ronson    | 2:40    |  |
| 2.             | "Pop Shots (Remix)" (part. Lil' Fame)                 | DJ Premier     | 3:38    |  |
| 3.             | "Operator (Remix)" (part. The Clipse & Pharrell)      | The Neptunes   | 4:02    |  |
| 4.             | "Back In The Air" (part. Ghostface Killah)            | RZA            | 4:04    |  |
| 5.             | "Work For Me" (part. Young Chris)                     | Rockwilder     | 4:01    |  |
| 6.             | "ODB, Don't Go Breaking My Heart" (part. Macy Gray)   | Damon Elliott  | 3:39    |  |
| 7.             | "The Stomp Part II" (part. RZA)                       | RZA            | 2:46    |  |
| 8.             | "How Ya Feelin'"                                      | Damon Elliott  | 3:10    |  |
| 9.             | "Intoxicated" (part. Raekwon, Method Man & Macy Gray) | RZA            | 4:18    |  |
| 10.            | "Dirty & Grimey" (part. N.O.R.E. & Saigon)            | Dame Grease    | 3:31    |  |
| 11.            | "Danger Zone" (part. Joe Budden)                      | Boola          | 2:57    |  |
| 12.            | "Skrilla"                                             | RZA            | 2:57    |  |
| 13.            | "Don't Hurt Me Dirty"                                 | Soul Diggaz    | 2:49    |  |
| Duração total: | Duração total:                                        | Duração total: | 44:24   |  |